# Lijst van onroerend erfgoed in Grimbergen
Deze lijst geeft een overzicht van het onroerend erfgoed in de Vlaamse gemeente Grimbergen. Zowel het archeologisch, bouwkundig, landschappelijk als varend erfgoed worden opgenomen. Dit onroerend erfgoed maakt deel uit van het cultureel erfgoed in België.

## Archeologisch erfgoed

### Archeologische gehelen

#### Beschermd erfgoed
| Object       | Erfgoedstatus?         | Bouwjaar of architect | Deelgemeente       | Adres                                                                                                | Coördinaten | Nummer? | Afbeelding   |
| ------------ | ---------------------- | --------------------- | ------------------ | --- | ----------- | ------- | ------------ |
| Burchtheuvel | Beschermd dorpsgezicht |                       | Grimbergen (Borgt) | Jozef Van Den Berghestraat                                                                           |             | 75292   | Burchtheuvel |
| Senecaberg   | Beschermd dorpsgezicht |                       | Grimbergen (Borgt) | Adriaan Walraevensstraat, Jan Jozef Van Engelgomstraat, Jean Deschampsstraat, Leopold Luypaertstraat |             | 302076  | Senecaberg   |

## Bouwkundig erfgoed

### Bouwkundige gehelen

#### Beschermd erfgoed
| Object               | Erfgoedstatus?         | Bouwjaar of architect | Deelgemeente | Adres | Coördinaten | Nummer? | Afbeelding           |
| -------------------- | ---------------------- | --------------------- | ------------ | --- | ----------- | ------- | -------------------- |
| Dorpskern Grimbergen | beschermd dorpsgezicht |                       | Grimbergen   | Abdijstraat, Bakkerstraat, Hogesteenweg, Kerkplein, Lagesteenweg, Rozenstraatje, Vilvoordsesteenweg, Wolvertemsesteenweg |             | 302079  | Dorpskern Grimbergen |

#### Vastgesteld erfgoed
| Object         | Erfgoedstatus? | Bouwjaar of architect | Deelgemeente | Adres | Coördinaten | Nummer? | Afbeelding     |
| -------------- | -------------- | --------------------- | ------------ | --- | ----------- | ------- | -------------- |
| Wijk Zonneveld | vastgesteld    |                       | Grimbergen   | Beatrijslaan, Beukendreef, De Vlasschaardstraat, Houtekietstraat, Max Havelaarlaan, Pallieterlaan, Reinaardlaan |             | 307522  | Wijk Zonneveld |

### Bouwkundige elementen

#### Beschermd erfgoed
| Object                                                                       | Erfgoedstatus?                                                                       | Bouwjaar of architect | Deelgemeente       | Adres                        | Coördinaten                   | Nummer? | Afbeelding                                                                   |
| ---------------------------------------------------------------------------- | ------------------------------------------------------------------------------------ | --------------------- | ------------------ | ---------------------------- | ----------------------------- | ------- | ---------------------------------------------------------------------------- |
| Schepenhuis Camer van Uccle                                                  | dorpsgezicht                                                                         |                       | Grimbergen         | Abdijstraat 3                | 50° 55' 60" NB, 4° 22' 11" OL | 75162   | Schepenhuis Camer van Uccle                                                  |
| Ridderhoeve                                                                  | dorpsgezicht                                                                         |                       | Grimbergen         | Abdijstraat 29-31            | 50° 56' 2" NB, 4° 22' 9" OL   | 75163   | Ridderhoeve                                                                  |
| Pachthof d'Yveshoeve                                                         | beschermd monument                                                                   |                       | Grimbergen         | Beiaardlaan 31               | 50° 56' 5" NB, 4° 21' 56" OL  | 75164   | Pachthof d'Yveshoeve                                                         |
| Kasteel Het Prinsenhof                                                       | beschermd monument                                                                   |                       | Grimbergen         | Guldendal                    | 50° 55' 43" NB, 4° 22' 18" OL | 75186   | Kasteel Het Prinsenhof                                                       |
| Aanhorigheden van het Prinsenkasteel (Guldendal)                             | beschermd monument                                                                   |                       | Grimbergen         | Guldendal 20                 | 50° 55' 39" NB, 4° 22' 19" OL | 75187   | Aanhorigheden van het Prinsenkasteel (Guldendal)                             |
| Semi-gesloten hoeve van het Prinsenkasteel                                   | beschermd monument                                                                   |                       | Grimbergen         | Guldendal 22                 | 50° 55' 38" NB, 4° 22' 18" OL | 75188   | Semi-gesloten hoeve van het Prinsenkasteel                                   |
| Hof ter Weerde of Hof ter Spriet                                             | Monument                                                                             |                       | Grimbergen         | Hof ter Weerdestraat 16      | 50° 55' 40" NB, 4° 21' 37" OL | 75190   | Hof ter Weerde of Hof ter Spriet                                             |
| Spiegelhof                                                                   | Monument                                                                             |                       | Grimbergen         | Hof ter Weerdestraat 95      | 50° 55' 53" NB, 4° 21' 22" OL | 75191   | Spiegelhof                                                                   |
| Neoclassicistisch hoekpand                                                   | dorpsgezicht                                                                         |                       | Grimbergen         | Hogesteenweg 2               | 50° 55' 59" NB, 4° 22' 18" OL | 75194   | Neoclassicistisch hoekpand                                                   |
| Woning De (Oude) Zevensterre                                                 | Monument                                                                             |                       | Grimbergen         | Hogesteenweg 12-14           | 50° 55' 59" NB, 4° 22' 20" OL | 75195   | Woning De (Oude) Zevensterre                                                 |
| Waterpomp                                                                    | dorpsgezicht                                                                         |                       | Grimbergen         | Hogesteenweg                 | 50° 55' 60" NB, 4° 22' 20" OL | 75196   | Waterpomp                                                                    |
| Burgerhuis                                                                   | dorpsgezicht                                                                         |                       | Grimbergen         | Hogesteenweg 16              | 50° 55' 59" NB, 4° 22' 20" OL | 75197   | Burgerhuis                                                                   |
| Dorpswoning                                                                  | dorpsgezicht                                                                         |                       | Grimbergen         | Hogesteenweg 23              | 50° 56' 1" NB, 4° 22' 20" OL  | 75198   | Dorpswoning                                                                  |
| Burgerhuis Den Dobbel Arend                                                  | dorpsgezicht                                                                         |                       | Grimbergen         | Hogesteenweg 24              | 50° 55' 60" NB, 4° 22' 21" OL | 75199   | Burgerhuis Den Dobbel Arend                                                  |
| Vliegveld van Grimbergen met vliegtuigloodsen en compenseerinrichting        | compenseerinrichting (monument) vliegtuigloodsen (monument)                          |                       | Grimbergen         | Humbeeksesteenweg 313, 323   | 50° 56' 44" NB, 4° 23' 39" OL | 75203   | Vliegveld van Grimbergen met vliegtuigloodsen en compenseerinrichting        |
| Norbertijnenabdij Onze-Lieve-Vrouw Onbevlekt Ontvangen, Sint-Servaasbasiliek | abdijkerk (monument) pastorie (monument) poortgebouw (monument) abdijmuur (monument) |                       | Grimbergen         | Kerkplein 1 Abdijstraat 20   | 50° 56' 2" NB, 4° 22' 15" OL  | 75207   | Norbertijnenabdij Onze-Lieve-Vrouw Onbevlekt Ontvangen, Sint-Servaasbasiliek |
| Dorpswoning                                                                  | beschermd als onderdeel van een dorpsgezicht                                         |                       | Grimbergen         | Kerkplein 3                  | 50° 55' 60" NB, 4° 22' 12" OL | 75209   | Dorpswoning                                                                  |
| Hoekhuis De Helm met tuinmuur                                                | Monument                                                                             |                       | Grimbergen         | Kerkplein 4                  | 50° 55' 59" NB, 4° 22' 12" OL | 75210   | Hoekhuis De Helm met tuinmuur                                                |
| Woning In de Groenpoort                                                      | Monument                                                                             |                       | Grimbergen         | Kerkplein 5 Lagesteenweg 1-3 | 50° 55' 58" NB, 4° 22' 14" OL | 75211   | Woning In de Groenpoort                                                      |
| Burgerhuis De Kroon                                                          | Monument                                                                             |                       | Grimbergen         | Kerkplein 6                  | 50° 55' 58" NB, 4° 22' 14" OL | 75212   | Burgerhuis De Kroon                                                          |
| Brouwerij De Stadskam                                                        | Monument                                                                             |                       | Grimbergen         | Kerkplein 7                  | 50° 55' 58" NB, 4° 22' 15" OL | 75213   | Brouwerij De Stadskam                                                        |
| Burgerhuis Den Hert of De Bot                                                | Monument                                                                             |                       | Grimbergen         | Kerkplein 9                  | 50° 55' 58" NB, 4° 22' 16" OL | 75214   | Burgerhuis Den Hert of De Bot                                                |
| Schepenhuis De Sleutel                                                       | Monument                                                                             |                       | Grimbergen         | Kerkplein 10                 | 50° 55' 58" NB, 4° 22' 17" OL | 75215   | Schepenhuis De Sleutel                                                       |
| Burgerhuis De Drie Linden of In De Linde                                     | Monument                                                                             |                       | Grimbergen         | Lagesteenweg 2               | 50° 55' 59" NB, 4° 22' 11" OL | 75217   | Burgerhuis De Drie Linden of In De Linde                                     |
| Handelspand De Vrunte                                                        | dorpsgezicht                                                                         |                       | Grimbergen         | Lagesteenweg 5               | 50° 55' 59" NB, 4° 22' 13" OL | 75218   | Handelspand De Vrunte                                                        |
| Hofstede                                                                     | dorpsgezicht                                                                         |                       | Grimbergen         | Lagesteenweg 7               | 50° 55' 58" NB, 4° 22' 12" OL | 75219   | Hofstede                                                                     |
| Burgerhuis                                                                   | dorpsgezicht                                                                         |                       | Grimbergen         | Lagesteenweg 18              | 50° 55' 59" NB, 4° 22' 9" OL  | 75220   | Burgerhuis                                                                   |
| Charleroyhoeve                                                               | dorpsgezicht                                                                         |                       | Grimbergen         | Lierbaan 16-18               | 50° 56' 8" NB, 4° 22' 31" OL  | 75228   | Charleroyhoeve                                                               |
| Kasteeldomein Lintkasteel                                                    | Monument                                                                             |                       | Grimbergen         | Lintkasteelstraat 22         | 50° 57' 12" NB, 4° 23' 21" OL | 75230   | Kasteeldomein Lintkasteel                                                    |
| Watermolen Oyenbrugmolen                                                     | Monument                                                                             |                       | Grimbergen         | Oyenbrugstraat 140-142       | 50° 56' 39" NB, 4° 23' 45" OL | 75241   | Watermolen Oyenbrugmolen                                                     |
| Eugeenhoeve                                                                  | dorpsgezicht                                                                         |                       | Grimbergen         | Prinsenstraat 14             | 50° 55' 57" NB, 4° 22' 16" OL | 75252   | Eugeenhoeve                                                                  |
| Tommenmolen of Middelmolen                                                   | Monument                                                                             |                       | Grimbergen         | Tommenmolenstraat 18         | 50° 56' 16" NB, 4° 22' 48" OL | 75266   | Tommenmolen of Middelmolen                                                   |
| Hof te Poddegem                                                              | woontoren (monument)                                                                 |                       | Grimbergen         | Tommenmolenstraat 43         | 50° 56' 27" NB, 4° 23' 3" OL  | 75267   | Hof te Poddegem                                                              |
| Watermolen Liermolen                                                         | Monument                                                                             |                       | Grimbergen         | Vorststraat 8                | 50° 56' 12" NB, 4° 22' 22" OL | 75278   | Watermolen Liermolen                                                         |
| Abdijhoeve Hof ter Biest                                                     | dorpsgezicht                                                                         |                       | Grimbergen         | Wolvertemsesteenweg 159      | 50° 56' 12" NB, 4° 21' 38" OL | 75282   | Abdijhoeve Hof ter Biest                                                     |
| Burchtheuvel                                                                 | Monument                                                                             |                       | Grimbergen (Borgt) | Jozef Van Den Berghestraat   | 50° 55' 41" NB, 4° 24' 32" OL | 75292   | Burchtheuvel                                                                 |
| Orgel van de Parochiekerk Allerheiligste Verlosser                           | orgel (monument)                                                                     |                       | Grimbergen (Borgt) | Jozef Van Den Berghestraat   | 50° 55' 42" NB, 4° 24' 38" OL | 75293   | Orgel van de Parochiekerk Allerheiligste Verlosser                           |
| Oorlogsmonument                                                              | Monument                                                                             |                       | Strombeek-Bever    | Sint-Amandsplein             | 50° 54' 36" NB, 4° 21' 21" OL | 75350   | Oorlogsmonument                                                              |
| Tramstation en tramloodsen                                                   | Monument                                                                             |                       | Humbeek            | Kerkstraat 174-176           | 50° 58' 27" NB, 4° 23' 14" OL | 76484   | Tramstation en tramloodsen                                                   |
| Café met danszaal Eldorado                                                   | Monument                                                                             |                       | Humbeek            | Kerkstraat 251               | 50° 58' 40" NB, 4° 23' 19" OL | 76487   | Café met danszaal Eldorado                                                   |
| Wederopbouwhoeve                                                             | Monument                                                                             |                       | Humbeek            | Kruisstraat 90               | 50° 57' 46" NB, 4° 22' 10" OL | 76495   | Wederopbouwhoeve                                                             |
| 's Gravenkasteel of Lundenkasteel                                            | Monument                                                                             |                       | Humbeek            | Warandestraat 100-102        | 50° 58' 37" NB, 4° 22' 38" OL | 76505   | 's Gravenkasteel of Lundenkasteel                                            |
| Stoeterij van het 's Gravenkasteel                                           | Monument                                                                             |                       | Humbeek            | Warandestraat 138-140        | 50° 58' 30" NB, 4° 22' 37" OL | 76506   | Stoeterij van het 's Gravenkasteel                                           |

#### Vastgesteld erfgoed
| Object                                                                 | Erfgoedstatus?                               | Bouwjaar of architect   | Deelgemeente                | Adres                                      | Coördinaten                   | Nummer? | Afbeelding                                                             |
| ---------------------------------------------------------------------- | -------------------------------------------- | ----------------------- | --------------------------- | ------------------------------------------ | ----------------------------- | ------- | ---------------------------------------------------------------------- |
| Boerenhuis Oosters - of Oesterhuis                                     | vastgesteld bouwkundig erfgoed               |                         | Grimbergen                  | Beigemsesteenweg 7                         | 50° 56' 13" NB, 4° 21' 46" OL | 75165   | Boerenhuis Oosters - of Oesterhuis                                     |
| Burgerhuis                                                             | vastgesteld bouwkundig erfgoed               |                         | Grimbergen                  | Beukendreef 66                             | 50° 56' 48" NB, 4° 22' 9" OL  | 75167   | Burgerhuis                                                             |
| Modernistische villa                                                   | vastgesteld bouwkundig erfgoed               | 1936                    | Grimbergen                  | Borgtstraat 10                             | 50° 55' 48" NB, 4° 23' 2" OL  | 75168   | Modernistische villa                                                   |
| Hoekpand en reeks burgerhuizen                                         | vastgesteld bouwkundig erfgoed               |                         | Grimbergen                  | Brusselsesteenweg 1, 5-9                   | 50° 56' 9" NB, 4° 21' 50" OL  | 75169   | Hoekpand en reeks burgerhuizen                                         |
| Stelplaats van de buurtspoorwegen                                      | vastgesteld bouwkundig erfgoed               |                         | Grimbergen                  | Brusselsesteenweg 2                        | 50° 56' 10" NB, 4° 21' 45" OL | 75170   | Stelplaats van de buurtspoorwegen                                      |
| Woon- en handelspand                                                   | vastgesteld bouwkundig erfgoed               |                         | Grimbergen                  | Brusselsesteenweg 28                       | 50° 56' 1" NB, 4° 21' 49" OL  | 75171   | Woon- en handelspand                                                   |
| Dorpswoning                                                            | vastgesteld bouwkundig erfgoed               |                         | Grimbergen                  | Brusselsesteenweg 50                       | 50° 55' 58" NB, 4° 21' 50" OL | 75172   | Dorpswoning                                                            |
| Modernistisch burgerhuis                                               | vastgesteld bouwkundig erfgoed               |                         | Grimbergen                  | Brusselsesteenweg 60                       | 50° 55' 57" NB, 4° 21' 50" OL | 75173   | Modernistisch burgerhuis                                               |
| Handelspand                                                            | vastgesteld bouwkundig erfgoed               |                         | Grimbergen                  | Brusselsesteenweg 88                       | 50° 55' 53" NB, 4° 21' 54" OL | 75174   | Handelspand                                                            |
| Burgerhuis                                                             | vastgesteld bouwkundig erfgoed               |                         | Grimbergen                  | Brusselsesteenweg 94                       | 50° 55' 52" NB, 4° 21' 54" OL | 75175   | Burgerhuis                                                             |
| Reeks arbeiderswoningen                                                | vastgesteld bouwkundig erfgoed               |                         | Grimbergen                  | Brusselsesteenweg 98-104                   | 50° 55' 52" NB, 4° 21' 53" OL | 75176   | Reeks arbeiderswoningen                                                |
| De Lucashoeve                                                          | vastgesteld bouwkundig erfgoed               |                         | Grimbergen                  | Brusselsesteenweg 170                      | 50° 55' 38" NB, 4° 21' 57" OL | 75177   | De Lucashoeve                                                          |
| Hoeve Wezenhaaghof                                                     | vastgesteld bouwkundig erfgoed               |                         | Grimbergen                  | Diegemput 1                                | 50° 56' 31" NB, 4° 23' 10" OL | 75178   | Hoeve Wezenhaaghof                                                     |
| Kasteeldomein d'Overschie of de Vorst                                  | dorpsgezicht, vastgesteld bouwkundig erfgoed |                         | Grimbergen                  | Vorststraat 18                             | 50° 56' 22" NB, 4° 22' 18" OL | 75179   | Kasteeldomein d'Overschie of de Vorst                                  |
| Burgerhuis                                                             | vastgesteld bouwkundig erfgoed               | 1928                    | Grimbergen                  | Driekastanjelaarsstraat 53                 | 50° 55' 54" NB, 4° 22' 51" OL | 75180   | Burgerhuis                                                             |
| Kapel van Maria Onbevlekte Ontvangenis, Sint-Jozef en Sint-Anna        | vastgesteld bouwkundig erfgoed               |                         | Grimbergen                  | Driekastanjelaarsstraat                    | 50° 55' 49" NB, 4° 22' 58" OL | 75181   | Kapel van Maria Onbevlekte Ontvangenis, Sint-Jozef en Sint-Anna        |
| Sint-Niklaashoeve                                                      | vastgesteld bouwkundig erfgoed               |                         | Grimbergen                  | Gasthuispachthofstraat 1                   | 50° 57' 15" NB, 4° 23' 51" OL | 75182   | Sint-Niklaashoeve                                                      |
| Monument voor de gesneuvelden van de Eerste Wereldoorlog               | vastgesteld bouwkundig erfgoed               |                         | Grimbergen                  | Prinsenstraat                              | 50° 55' 57" NB, 4° 22' 18" OL | 75183   | Monument voor de gesneuvelden van de Eerste Wereldoorlog               |
| Psychiatrische kliniek Sint-Alexius                                    | vastgesteld bouwkundig erfgoed               |                         | Grimbergen                  | Grimbergsesteenweg 40                      | 50° 55' 12" NB, 4° 21' 34" OL | 75184   | Psychiatrische kliniek Sint-Alexius                                    |
| Kapel Onze-Lieve-Vrouw van Lourdes of Veldkantkapel                    | vastgesteld bouwkundig erfgoed               |                         | Grimbergen                  | Grote Kerkvoetweg                          | 50° 56' 27" NB, 4° 23' 35" OL | 75185   | Kapel Onze-Lieve-Vrouw van Lourdes of Veldkantkapel                    |
| Gemeenteschool en onderwijzerswoning                                   | vastgesteld bouwkundig erfgoed               |                         | Grimbergen                  | Humbeeksesteenweg 184                      | 50° 56' 35" NB, 4° 23' 58" OL | 75201   | Gemeenteschool en onderwijzerswoning                                   |
| Hoeve                                                                  | vastgesteld bouwkundig erfgoed               |                         | Grimbergen                  | Humbeeksesteenweg 308                      | 50° 56' 53" NB, 4° 23' 48" OL | 75202   | Hoeve                                                                  |
| Hoeve                                                                  | vastgesteld bouwkundig erfgoed               |                         | Grimbergen                  | Humbeeksesteenweg 488                      | 50° 57' 25" NB, 4° 23' 34" OL | 75204   | Hoeve                                                                  |
| Neoclassicistisch burgerhuis                                           | vastgesteld bouwkundig erfgoed               |                         | Grimbergen                  | Kerkeblokstraat 1                          | 50° 55' 56" NB, 4° 22' 28" OL | 75205   | Neoclassicistisch burgerhuis                                           |
| Dorpswoning                                                            | vastgesteld bouwkundig erfgoed               |                         | Grimbergen                  | Kerkeblokstraat 33                         | 50° 55' 55" NB, 4° 22' 38" OL | 75206   | Dorpswoning                                                            |
| Dorpswoning en smidse                                                  | vastgesteld bouwkundig erfgoed               |                         | Grimbergen                  | Lagesteenweg 38                            | 50° 55' 58" NB, 4° 22' 8" OL  | 75221   | Dorpswoning en smidse                                                  |
| Vrijstaand burgerhuis                                                  | vastgesteld bouwkundig erfgoed               |                         | Grimbergen                  | Lagesteenweg 72                            | 50° 55' 59" NB, 4° 22' 2" OL  | 75222   | Vrijstaand burgerhuis                                                  |
| Villa                                                                  | vastgesteld bouwkundig erfgoed               |                         | Grimbergen                  | Lagesteenweg 75                            | 50° 55' 56" NB, 4° 21' 59" OL | 75223   | Villa                                                                  |
| Villa                                                                  |                                              |                         | Grimbergen                  | Lagesteenweg 76                            | 50° 55' 59" NB, 4° 22' 2" OL  | 75224   | Villa                                                                  |
| Eclectisch burgerhuis                                                  |                                              |                         | Grimbergen                  | Lagesteenweg 80                            | 50° 55' 59" NB, 4° 22' 1" OL  | 75225   | Eclectisch burgerhuis                                                  |
| Villa Zonne Wonne                                                      | vastgesteld bouwkundig erfgoed               |                         | Grimbergen                  | Lagesteenweg 88-90                         | 50° 55' 59" NB, 4° 21' 56" OL | 75226   | Villa Zonne Wonne                                                      |
| Tweegezinswoning                                                       | vastgesteld bouwkundig erfgoed               |                         | Grimbergen                  | Lagesteenweg 92-94                         | 50° 55' 58" NB, 4° 21' 54" OL | 75227   | Tweegezinswoning                                                       |
| Grafkapel van ridder Albert Thys                                       |                                              |                         | Grimbergen                  | Lintkasteelstraat 15                       | 50° 57' 12" NB, 4° 23' 17" OL | 75229   | Grafkapel van ridder Albert Thys                                       |
| Kasteel van Humbeek-Berg                                               |                                              |                         | Grimbergen                  | Mechelstraat 106                           | 50° 59' 0" NB, 4° 23' 41" OL  | 75231   | Kasteel van Humbeek-Berg                                               |
| Boerenhuis                                                             |                                              |                         | Grimbergen                  | Mechelstraat 114                           | 50° 59' 3" NB, 4° 23' 42" OL  | 75232   | Boerenhuis                                                             |
| Boerenarbeiderswoning                                                  |                                              |                         | Grimbergen                  | Noodbeekstraat 10                          | 50° 56' 5" NB, 4° 21' 26" OL  | 75233   | Boerenarbeiderswoning                                                  |
| Hof te Hevere                                                          |                                              |                         | Grimbergen                  | Noodbeekstraat 61                          | 50° 56' 11" NB, 4° 21' 11" OL | 75234   | Hof te Hevere                                                          |
| Biestkapel                                                             |                                              |                         | Grimbergen                  | Noodbeekstraat 2                           | 50° 56' 18" NB, 4° 21' 12" OL | 75235   | Biestkapel                                                             |
| Werkmanshuis                                                           |                                              |                         | Grimbergen                  | Onze-Lieve-Vrouwstraat 13                  | 50° 55' 58" NB, 4° 22' 21" OL | 75236   | Werkmanshuis                                                           |
| Burgerhuis                                                             |                                              |                         | Grimbergen                  | Onze-Lieve-Vrouwstraat 18                  | 50° 55' 56" NB, 4° 22' 23" OL | 75237   | Burgerhuis                                                             |
| Werkmanshuis                                                           |                                              |                         | Grimbergen                  | Onze-Lieve-Vrouwstraat 21                  | 50° 55' 58" NB, 4° 22' 22" OL | 75238   | Werkmanshuis                                                           |
| Werkmanshuis                                                           |                                              |                         | Grimbergen                  | Onze-Lieve-Vrouwstraat 23                  | 50° 55' 58" NB, 4° 22' 22" OL | 75239   | Werkmanshuis                                                           |
| Werkmanshuis                                                           |                                              |                         | Grimbergen                  | Onze-Lieve-Vrouwstraat 27                  | 50° 55' 58" NB, 4° 22' 23" OL | 75240   | Werkmanshuis                                                           |
| Langgestrekte hoeve                                                    |                                              |                         | Grimbergen                  | Poddegemstraat 12                          | 50° 56' 13" NB, 4° 23' 4" OL  | 75242   | Langgestrekte hoeve                                                    |
| Hoeve                                                                  |                                              |                         | Grimbergen                  | Poddegemstraat 88                          | 50° 56' 26" NB, 4° 23' 21" OL | 75243   | Hoeve                                                                  |
| Pagthof van den Houdt of Houtteshoeve                                  |                                              |                         | Grimbergen                  | Poddegemstraat 98                          | 50° 56' 25" NB, 4° 23' 26" OL | 75244   | Pagthof van den Houdt of Houtteshoeve                                  |
| Sint-Annakapel                                                         |                                              |                         | Grimbergen                  | Poddegemstraat 183                         | 50° 56' 35" NB, 4° 23' 45" OL | 75246   | Sint-Annakapel                                                         |
| Stal van hoeve                                                         |                                              |                         | Grimbergen                  | Poddegemstraat 185                         | 50° 56' 35" NB, 4° 23' 45" OL | 75247   | Stal van hoeve                                                         |
| Deel van Hof van Oyenbrugge                                            |                                              |                         | Grimbergen                  | Poddegemstraat 193-195                     | 50° 56' 36" NB, 4° 23' 45" OL | 75248   | Deel van Hof van Oyenbrugge                                            |
| Deel van Hof van Oyenbrugge                                            |                                              |                         | Grimbergen                  | Poddegemstraat 197-199                     | 50° 56' 36" NB, 4° 23' 45" OL | 75249   | Deel van Hof van Oyenbrugge                                            |
| Potaardehof                                                            |                                              |                         | Grimbergen                  | Potaarde 131                               | 50° 55' 8" NB, 4° 20' 45" OL  | 75250   | Potaardehof                                                            |
| Klooster en vrije meisjesschool                                        |                                              |                         | Grimbergen                  | Prinsenstraat 17                           | 50° 55' 51" NB, 4° 22' 22" OL | 75253   | Klooster en vrije meisjesschool                                        |
| Neotraditioneel boerenburgerhuis                                       |                                              |                         | Grimbergen                  | Prinsenstraat 22                           | 50° 55' 56" NB, 4° 22' 16" OL | 75254   | Neotraditioneel boerenburgerhuis                                       |
| Dreefkapel of Kapel van Onze-Lieve-Vrouw van Alten                     |                                              |                         | Grimbergen                  | Prinsenstraat                              | 50° 55' 38" NB, 4° 22' 27" OL | 75255   | Dreefkapel of Kapel van Onze-Lieve-Vrouw van Alten                     |
| Wezenhaagkapel                                                         |                                              |                         | Grimbergen                  | Diegemput                                  | 50° 56' 34" NB, 4° 23' 8" OL  | 75256   | Wezenhaagkapel                                                         |
| Langgestrekte hoeve                                                    |                                              |                         | Grimbergen                  | Rijkenhoekstraat 44-46                     | 50° 56' 11" NB, 4° 22' 29" OL | 75257   | Langgestrekte hoeve                                                    |
| Hoeve den Diepen Boomgaard of Rijkenhoek                               |                                              |                         | Grimbergen                  | Rijkenhoekstraat 80                        | 50° 56' 18" NB, 4° 22' 26" OL | 75258   | Hoeve den Diepen Boomgaard of Rijkenhoek                               |
| Polderhoeve                                                            |                                              |                         | Grimbergen                  | Roostbaan 6                                | 50° 55' 60" NB, 4° 21' 12" OL | 75259   | Polderhoeve                                                            |
| Meisjesschool van de Zusters van Strombeek                             | dorpsgezicht                                 |                         | Grimbergen                  | Schuttershof 5                             | 50° 55' 58" NB, 4° 22' 20" OL | 75260   | Meisjesschool van de Zusters van Strombeek                             |
| 's Gravenmolen of Malenmuelen                                          | dorpsgezicht                                 |                         | Grimbergen                  | 's Gravenmolenstraat 75                    | 50° 55' 57" NB, 4° 21' 19" OL | 75261   | 's Gravenmolen of Malenmuelen                                          |
| Polderkapel                                                            |                                              |                         | Grimbergen                  | 's Gravenmolenstraat                       | 50° 55' 58" NB, 4° 21' 15" OL | 75262   | Polderkapel                                                            |
| Sint-Servaaskapel                                                      |                                              |                         | Grimbergen                  | Spaanse Lindebaan                          | 50° 55' 41" NB, 4° 22' 48" OL | 75263   | Sint-Servaaskapel                                                      |
| Langgestrekte hoeve                                                    |                                              |                         | Grimbergen                  | Spaanse Lindebaan 50                       | 50° 55' 42" NB, 4° 22' 46" OL | 75264   | Langgestrekte hoeve                                                    |
| Conciërgewoning van het kasteel d'Overschie                            | dorpsgezicht                                 |                         | Grimbergen                  | Steenpoeldreef 17                          | 50° 56' 16" NB, 4° 22' 20" OL | 75265   | Conciërgewoning van het kasteel d'Overschie                            |
| Stationschefwoning                                                     |                                              |                         | Grimbergen                  | Van Akenstraat 5                           | 50° 56' 6" NB, 4° 21' 47" OL  | 75268   | Stationschefwoning                                                     |
| Watertoren van het RVT Heilig Hart                                     |                                              |                         | Grimbergen                  | Veldkantstraat 30                          | 50° 56' 2" NB, 4° 22' 35" OL  | 75270   | Watertoren van het RVT Heilig Hart                                     |
| Omhaagde begraafplaats van 1932                                        |                                              |                         | Grimbergen                  | Veldkantstraat                             | 50° 56' 3" NB, 4° 22' 51" OL  | 75271   | Omhaagde begraafplaats van 1932                                        |
| Burgerhuis                                                             |                                              |                         | Grimbergen                  | Vilvoordsesteenweg 13                      | 50° 55' 58" NB, 4° 22' 26" OL | 75272   | Burgerhuis                                                             |
| Villa Alexis                                                           |                                              |                         | Grimbergen                  | Vilvoordsesteenweg 35                      | 50° 55' 54" NB, 4° 22' 35" OL | 75274   | Villa Alexis                                                           |
| Interbellum burgerhuis                                                 |                                              |                         | Grimbergen                  | Vilvoordsesteenweg 136                     | 50° 55' 48" NB, 4° 22' 48" OL | 75275   | Interbellum burgerhuis                                                 |
| Twee burgerhuizen                                                      |                                              |                         | Grimbergen                  | Vilvoordsesteenweg 334-336                 | 50° 55' 34" NB, 4° 23' 32" OL | 75276   | Twee burgerhuizen                                                      |
| Halfvrijstaand burgerhuis                                              |                                              |                         | Grimbergen                  | Vilvoordsesteenweg 418                     | 50° 55' 31" NB, 4° 23' 49" OL | 75277   | Halfvrijstaand burgerhuis                                              |
| Vrijstaand burgerhuis                                                  |                                              |                         | Grimbergen                  | Waardbeekdreef 20                          | 50° 56' 20" NB, 4° 21' 28" OL | 75279   | Vrijstaand burgerhuis                                                  |
| Villa Eikenblok                                                        |                                              |                         | Grimbergen                  | Wolvertemsesteenweg 74                     | 50° 56' 9" NB, 4° 22' 3" OL   | 75280   | Villa Eikenblok                                                        |
| Dokterswoning                                                          |                                              |                         | Grimbergen                  | Wolvertemsesteenweg 113                    | 50° 56' 9" NB, 4° 21' 52" OL  | 75281   | Dokterswoning                                                          |
| Stadswoning                                                            |                                              |                         | Grimbergen                  | Wolvertemsesteenweg 173                    | 50° 56' 13" NB, 4° 21' 35" OL | 75283   | Stadswoning                                                            |
| Samenstel van twee dorpswoningen                                       |                                              |                         | Grimbergen                  | Wolvertemsesteenweg 327-329                | 50° 56' 20" NB, 4° 21' 1" OL  | 75285   | Samenstel van twee dorpswoningen                                       |
| Semi-vrijstaand burgerhuis                                             |                                              |                         | Grimbergen                  | Zemstweg 6                                 | 50° 58' 56" NB, 4° 23' 34" OL | 75286   | Semi-vrijstaand burgerhuis                                             |
| Onderwijzerswoning en gemeenteschool                                   | dorpsgezicht                                 |                         | Grimbergen (Borgt)          | Frans en Jozef Belstraat                   | 50° 55' 40" NB, 4° 24' 38" OL | 75287   | Onderwijzerswoning en gemeenteschool                                   |
| Pastorie Allerheiligste Verlosserparochie                              | dorpsgezicht                                 |                         | Grimbergen (Borgt)          | Frans en Jozef Belstraat 20                | 50° 55' 40" NB, 4° 24' 41" OL | 75288   | Pastorie Allerheiligste Verlosserparochie                              |
| Twee dorpswoningen                                                     | dorpsgezicht                                 |                         | Grimbergen (Borgt)          | Jan Jozef Van Engelgomstraat 23, 27        | 50° 55' 41" NB, 4° 24' 42" OL | 75290   | Twee dorpswoningen                                                     |
| Gemeentelijke Gemengde Basisschool                                     |                                              |                         | Grimbergen (Borgt)          | Jean Deschampsstraat 21                    |                               | 75291   | Gemeentelijke Gemengde Basisschool                                     |
| Parochiekerk Allerheiligste Verlosser of Sint-Salvator                 | orgel (monument)                             |                         | Grimbergen (Borgt)          | Jozef Van Den Berghestraat                 | 50° 55' 42" NB, 4° 24' 38" OL | 75293   | Parochiekerk Allerheiligste Verlosser of Sint-Salvator                 |
| Reeks arbeidershuizen                                                  | dorpsgezicht                                 |                         | Grimbergen (Borgt)          | Jozef Van Den Berghestraat 31-39           | 50° 55' 40" NB, 4° 24' 35" OL | 75294   | Reeks arbeidershuizen                                                  |
| Arbeiderswoningen                                                      | dorpsgezicht                                 |                         | Grimbergen (Borgt)          | Karel Lauwersstraat 6-8                    | 50° 55' 37" NB, 4° 24' 34" OL | 75295   | Arbeiderswoningen                                                      |
| Neoclassicistische dorpswoningen                                       | dorpsgezicht                                 |                         | Grimbergen (Borgt)          | Leopold Luypaertstraat 62-64, 194, 255-257 | 50° 55' 37" NB, 4° 24' 20" OL | 75296   | Neoclassicistische dorpswoningen                                       |
| Monumentaal hoekpand                                                   |                                              |                         | Grimbergen (Borgt)          | Leopold Luypaertstraat 102-104             | 50° 55' 38" NB, 4° 24' 40" OL | 75297   | Monumentaal hoekpand                                                   |
| Hof van Bentinck                                                       |                                              |                         | Beigem                      | Beigemsesteenweg 282                       | 50° 57' 4" NB, 4° 22' 1" OL   | 75301   | Hof van Bentinck                                                       |
| Hoeve Hof Leonard                                                      |                                              |                         | Beigem                      | Beigemsesteenweg 283                       | 50° 57' 2" NB, 4° 21' 56" OL  | 75302   | Hoeve Hof Leonard                                                      |
| Hoeve Het Domishof                                                     |                                              |                         | Beigem                      | Beigemsesteenweg 284                       | 50° 57' 4" NB, 4° 21' 60" OL  | 75303   | Hoeve Het Domishof                                                     |
| Hoeve en bierbrouwerij                                                 |                                              |                         | Beigem                      | Beigemsesteenweg 297                       | 50° 57' 8" NB, 4° 21' 57" OL  | 75304   | Hoeve en bierbrouwerij                                                 |
| Kasteel ten Berg                                                       |                                              |                         | Beigem                      | Beigemsesteenweg 372                       | 50° 57' 28" NB, 4° 21' 55" OL | 75305   | Kasteel ten Berg                                                       |
| Oorlogsgedenkteken                                                     |                                              |                         | Beigem                      | Beigemsesteenweg                           | 50° 57' 25" NB, 4° 21' 52" OL | 75307   | Oorlogsgedenkteken                                                     |
| Hoeve 't (Klein) Duimpje                                               |                                              |                         | Beigem                      | Eversemsesteenweg 41                       | 50° 57' 30" NB, 4° 21' 15" OL | 75308   | Hoeve 't (Klein) Duimpje                                               |
| Hoeve Hof van Eversem                                                  |                                              |                         | Beigem                      | Eversemsesteenweg 49                       | 50° 57' 31" NB, 4° 21' 8" OL  | 75309   | Hoeve Hof van Eversem                                                  |
| Kapel Onze-Lieve-Vrouw van Zeven Smarten                               |                                              |                         | Beigem                      | Eversemsesteenweg                          | 50° 57' 49" NB, 4° 21' 6" OL  | 75310   | Kapel Onze-Lieve-Vrouw van Zeven Smarten                               |
| Hoeve                                                                  |                                              |                         | Beigem                      | Eversemsesteenweg 59                       | 50° 57' 31" NB, 4° 20' 57" OL | 75311   | Hoeve                                                                  |
| Dorpswoning                                                            |                                              |                         | Beigem                      | Eversemsesteenweg 76                       | 50° 57' 32" NB, 4° 20' 57" OL | 75312   | Dorpswoning                                                            |
| Brouwerij Maijlaerhof                                                  |                                              |                         | Beigem                      | Gillebeekweg 1                             | 50° 57' 19" NB, 4° 22' 5" OL  | 75314   | Brouwerij Maijlaerhof                                                  |
| Langgestrekte hoeve De Meerhoeve                                       |                                              |                         | Beigem                      | Meerstraat 181                             | 50° 57' 34" NB, 4° 21' 35" OL | 75315   | Langgestrekte hoeve De Meerhoeve                                       |
| Kapel van Onze-Lieve-Vrouw Middelares                                  |                                              |                         | Beigem                      | Meerstraat 199                             | 50° 57' 38" NB, 4° 21' 39" OL | 75316   | Kapel van Onze-Lieve-Vrouw Middelares                                  |
| Vrijstaand burgerhuis Godelieve                                        |                                              |                         | Beigem                      | Molenstraat 4                              | 50° 57' 24" NB, 4° 21' 56" OL | 75317   | Vrijstaand burgerhuis Godelieve                                        |
| Gemeentelijke lagere en kleuterschool                                  |                                              |                         | Beigem                      | Molenstraat 14                             | 50° 57' 24" NB, 4° 22' 0" OL  | 75319   | Gemeentelijke lagere en kleuterschool                                  |
| Onze-Lieve-Vrouw van Beigemkapel                                       |                                              |                         | Beigem                      | Molenstraat                                | 50° 57' 26" NB, 4° 22' 0" OL  | 75320   | Onze-Lieve-Vrouw van Beigemkapel                                       |
| Langgestrekte hoeve                                                    |                                              |                         | Beigem                      | Molenstraat 18                             | 50° 57' 26" NB, 4° 22' 2" OL  | 75321   | Langgestrekte hoeve                                                    |
| Resten van graanwindmolen                                              |                                              |                         | Beigem                      | Neerkenweg                                 | 50° 57' 22" NB, 4° 21' 37" OL | 75322   | Resten van graanwindmolen                                              |
| Parochiekerk Onze-Lieve-Vrouw                                          |                                              |                         | Beigem                      | Zevensterre 9                              | 50° 57' 7" NB, 4° 21' 53" OL  | 75323   | Parochiekerk Onze-Lieve-Vrouw                                          |
| Pastorie Onze-Lieve-Vrouwparochie                                      |                                              |                         | Beigem                      | Zevensterre 9                              | 50° 57' 7" NB, 4° 21' 53" OL  | 75324   | Pastorie Onze-Lieve-Vrouwparochie                                      |
| Hoeve                                                                  |                                              |                         | Beigem                      | Meerstraat 177                             | 50° 57' 32" NB, 4° 21' 35" OL | 75325   | Hoeve                                                                  |
| Landhuis                                                               | vastgesteld bouwkundig erfgoed               |                         | Strombeek-Bever             | de Villegas de Clercampstraat 12           | 50° 54' 35" NB, 4° 21' 15" OL | 75326   | Landhuis                                                               |
| Winkelhuis                                                             | vastgesteld bouwkundig erfgoed               |                         | Strombeek-Bever             | de Villegas de Clercampstraat 24           | 50° 54' 35" NB, 4° 21' 13" OL | 75327   | Winkelhuis                                                             |
| Gemeentelijke basisschool                                              | vastgesteld bouwkundig erfgoed               |                         | Strombeek-Bever             | de Villegas de Clercampstraat 89           |                               | 75328   | Gemeentelijke basisschool                                              |
| Boerenhuis                                                             | vastgesteld bouwkundig erfgoed               |                         | Strombeek-Bever             | Jan Mulsstraat 116                         | 50° 54' 30" NB, 4° 20' 50" OL | 75330   | Boerenhuis                                                             |
| Nieuwe begraafplaats                                                   | vastgesteld bouwkundig erfgoed               |                         | Strombeek-Bever             | Jozef de Vleminckstraat                    | 50° 54' 50" NB, 4° 20' 53" OL | 75331   | Nieuwe begraafplaats                                                   |
| Gekoppelde dorpswoningen                                               | vastgesteld bouwkundig erfgoed               |                         | Strombeek-Bever             | Jozef Van Elewijckstraat 31-33             | 50° 54' 17" NB, 4° 21' 13" OL | 75332   | Gekoppelde dorpswoningen                                               |
| Villa                                                                  |                                              |                         | Strombeek-Bever             | Koningslosesteenweg 56-58                  | 50° 54' 32" NB, 4° 21' 37" OL | 75334   | Villa                                                                  |
| Landhuis                                                               |                                              |                         | Strombeek-Bever             | Nieuwelaan 115                             | 50° 54' 14" NB, 4° 20' 56" OL | 75335   | Landhuis                                                               |
| Kapel Onze-Lieve-Vrouw van Lourdes                                     |                                              |                         | Strombeek-Bever             | Oude Mechelsestraat                        | 50° 54' 43" NB, 4° 20' 56" OL | 75337   | Kapel Onze-Lieve-Vrouw van Lourdes                                     |
| Vrijstaand landhuis                                                    |                                              |                         | Strombeek-Bever             | Oude Mechelsestraat 163-165                | 50° 54' 49" NB, 4° 21' 2" OL  | 75338   | Vrijstaand landhuis                                                    |
| Klaslokaal                                                             |                                              |                         | Strombeek-Bever             | Poststraat 25                              | 50° 54' 40" NB, 4° 21' 17" OL | 75340   | Klaslokaal                                                             |
| Modernistisch burgerhuis                                               |                                              | 1934                    | Strombeek-Bever             | Rijkendalstraat 4                          | 50° 54' 21" NB, 4° 21' 18" OL | 75341   | Modernistisch burgerhuis                                               |
| Modernistisch burgerhuis                                               |                                              |                         | Strombeek-Bever             | Rijkendalstraat 12                         | 50° 54' 21" NB, 4° 21' 19" OL | 75342   | Modernistisch burgerhuis                                               |
| Landhuis                                                               |                                              |                         | Strombeek-Bever             | Romeinsesteenweg 550                       | 50° 54' 11" NB, 4° 20' 38" OL | 75343   | Landhuis                                                               |
| Eclectisch landhuis                                                    |                                              |                         | Strombeek-Bever             | Romeinsesteenweg                           | 50° 54' 10" NB, 4° 20' 38" OL | 75344   | Eclectisch landhuis                                                    |
| Eclectisch landhuis van 1910                                           |                                              |                         | Strombeek-Bever             | Romeinsesteenweg 558                       | 50° 54' 10" NB, 4° 20' 31" OL | 75345   | Eclectisch landhuis van 1910                                           |
| Eclectisch landhuis van 1902                                           |                                              |                         | Strombeek-Bever             | Romeinsesteenweg 568                       | 50° 54' 8" NB, 4° 20' 23" OL  | 75346   | Eclectisch landhuis van 1902                                           |
| Villa                                                                  |                                              |                         | Strombeek-Bever             | Sint-Amandsstraat 91                       | 50° 54' 25" NB, 4° 21' 37" OL | 75347   | Villa                                                                  |
| Parochiekerk Sint-Amands                                               |                                              |                         | Strombeek-Bever             | Sint-Amandsplein                           | 50° 54' 36" NB, 4° 21' 20" OL | 75348   | Parochiekerk Sint-Amands                                               |
| Sint-Amandsborre                                                       |                                              |                         | Strombeek-Bever             | Sint-Amandsplein                           | 50° 54' 36" NB, 4° 21' 24" OL | 75349   | Sint-Amandsborre                                                       |
| Pastorie Sint-Amands                                                   |                                              |                         | Strombeek-Bever             | Sint-Amandsplein 4                         | 50° 54' 35" NB, 4° 21' 18" OL | 75351   | Pastorie Sint-Amands                                                   |
| Sint-Jozefsschool met bijhorend klooster                               |                                              |                         | Strombeek-Bever             | Sint-Amandsplein 31                        | 50° 54' 37" NB, 4° 21' 25" OL | 75352   | Sint-Jozefsschool met bijhorend klooster                               |
| Hoeve De Dry-Pikkel                                                    |                                              |                         | Strombeek-Bever             | Boechoutlaan 245                           | 50° 55' 7" NB, 4° 20' 19" OL  | 75353   | Hoeve De Dry-Pikkel                                                    |
| Hof te Bever                                                           |                                              |                         | Strombeek-Bever             | Hof te Beverlaan 195                       | 50° 54' 38" NB, 4° 19' 43" OL | 75354   | Hof te Bever                                                           |
| Kapel toegewijd aan Onze-Lieve-Vrouw                                   |                                              |                         | Strombeek-Bever             | Hof te Beverlaan                           | 50° 54' 40" NB, 4° 19' 40" OL | 75355   | Kapel toegewijd aan Onze-Lieve-Vrouw                                   |
| Kasteel van Bever of het Nekkerken                                     |                                              |                         | Strombeek-Bever             | Boechoutlaan 221                           | 50° 54' 60" NB, 4° 20' 11" OL | 75356   | Kasteel van Bever of het Nekkerken                                     |
| Sint-Antoniuskapel                                                     |                                              |                         | Strombeek-Bever             | Hof te Beverlaan                           | 50° 54' 51" NB, 4° 20' 21" OL | 75357   | Sint-Antoniuskapel                                                     |
| Rij meergezinswoningen                                                 |                                              |                         | Strombeek-Bever             | Oude Mechelsestraat 48-56                  | 50° 54' 38" NB, 4° 20' 50" OL | 75359   | Rij meergezinswoningen                                                 |
| Parochiekerk Sint-Cornelius                                            |                                              |                         | Grimbergen (Molenveld)      | Tangedallaan 36                            | 50° 55' 27" NB, 4° 23' 58" OL | 75360   | Parochiekerk Sint-Cornelius                                            |
| Ensemble van woonhuizen                                                | vastegesteld bouwkundig erfgoed              |                         | Grimbergen (Verbrande Brug) | Oostvaartdijk 1-3, 2                       | 50° 56' 55" NB, 4° 24' 51" OL | 75362   | Ensemble van woonhuizen                                                |
| Woonstalhuis                                                           |                                              |                         | Grimbergen (Verbrande Brug) | Oostvaartdijk 24                           | 50° 57' 11" NB, 4° 24' 42" OL | 75363   | Woonstalhuis                                                           |
| Kasteel Groeneveld annex hoeve                                         |                                              |                         | Grimbergen (Verbrande Brug) | Oostvaartdijk 168-170, 174                 | 50° 57' 51" NB, 4° 24' 15" OL | 75364   | Kasteel Groeneveld annex hoeve                                         |
| Twee woonstalhuisjes                                                   |                                              |                         | Grimbergen (Verbrande Brug) | Verbrande Brugsesteenweg 10-12             | 50° 56' 30" NB, 4° 24' 5" OL  | 75366   | Twee woonstalhuisjes                                                   |
| Vrijstaande dorpsvilla                                                 |                                              |                         | Grimbergen (Verbrande Brug) | Verbrande Brugsesteenweg 145               | 50° 56' 46" NB, 4° 24' 37" OL | 75368   | Vrijstaande dorpsvilla                                                 |
| Eclectische pastorie Heilig Hart                                       |                                              | ca. 1903 Joseph Pauwels | Grimbergen (Verbrande Brug) | Verbrande Brugsesteenweg 167               | 50° 56' 49" NB, 4° 24' 42" OL | 75369   | Eclectische pastorie Heilig Hart                                       |
| Parochiekerk Heilig Hart                                               |                                              | 1887 Gustave Hansotte   | Grimbergen (Verbrande Brug) | Verbrande Brugsesteenweg 167               | 50° 56' 50" NB, 4° 24' 43" OL | 75370   | Parochiekerk Heilig Hart                                               |
| Boerenwoning                                                           |                                              |                         | Grimbergen (Verbrande Brug) | Winkelveldstraat 5                         | 50° 56' 46" NB, 4° 23' 56" OL | 75371   | Boerenwoning                                                           |
| Herenhuis Le Vieux Logis                                               |                                              |                         | Humbeek                     | Achterstraat 2                             | 50° 58' 4" NB, 4° 22' 46" OL  | 76455   | Herenhuis Le Vieux Logis                                               |
| Dorpsvilla                                                             |                                              |                         | Humbeek                     | Benedestraat 16                            | 50° 58' 28" NB, 4° 23' 17" OL | 76457   | Dorpsvilla                                                             |
| Kapel Onze-Lieve-Vrouw van Lourdes                                     |                                              |                         | Humbeek                     | Benedestraat                               | 50° 58' 12" NB, 4° 23' 29" OL | 76459   | Kapel Onze-Lieve-Vrouw van Lourdes                                     |
| Parochiekerk Sint-Rumoldus                                             |                                              |                         | Humbeek                     | Dorpsstraat                                | 50° 58' 1" NB, 4° 22' 48" OL  | 76460   | Parochiekerk Sint-Rumoldus                                             |
| Klooster en Vrije Katholieke Meisjesschool                             |                                              |                         | Humbeek                     | Dorpsstraat 24                             | 50° 58' 1" NB, 4° 22' 44" OL  | 76461   | Klooster en Vrije Katholieke Meisjesschool                             |
| Dorpswoning                                                            |                                              |                         | Humbeek                     | Dorpsstraat 25                             | 50° 57' 59" NB, 4° 22' 49" OL | 76462   | Dorpswoning                                                            |
| Onze-Lieve-Vrouw Boskapel                                              |                                              | 1996                    | Humbeek                     | Driesbosweg                                | 50° 58' 46" NB, 4° 22' 11" OL | 76464   | Onze-Lieve-Vrouw Boskapel                                              |
| Pachthof van het Gravenkasteel                                         |                                              |                         | Humbeek                     | Driesstraat 31                             | 50° 58' 30" NB, 4° 22' 27" OL | 76465   | Pachthof van het Gravenkasteel                                         |
| Vrijstaande dorpswoning                                                |                                              |                         | Humbeek                     | Driesstraat 69                             | 50° 58' 28" NB, 4° 22' 17" OL | 76466   | Vrijstaande dorpswoning                                                |
| Ommuurde begraafplaats                                                 |                                              |                         | Humbeek                     | Holbroek                                   | 50° 57' 54" NB, 4° 22' 49" OL | 76467   | Ommuurde begraafplaats                                                 |
| Pastorie Sint-Rumoldusparochie                                         |                                              |                         | Humbeek                     | Kerkstraat 1                               | 50° 58' 5" NB, 4° 22' 48" OL  | 76468   | Pastorie Sint-Rumoldusparochie                                         |
| U-vormig hoevecomplex                                                  |                                              |                         | Humbeek                     | Kerkstraat 40                              | 50° 58' 8" NB, 4° 22' 57" OL  | 76471   | U-vormig hoevecomplex                                                  |
| Dokterswoning Callebaut                                                |                                              |                         | Humbeek                     | Kerkstraat 55                              | 50° 58' 12" NB, 4° 22' 57" OL | 76472   | Dokterswoning Callebaut                                                |
| Oorlogsmonument                                                        |                                              |                         | Humbeek                     | Kerkstraat                                 | 50° 58' 15" NB, 4° 23' 2" OL  | 76473   | Oorlogsmonument                                                        |
| Gemeentehuis van Humbeek, gemeenteschool en woning voor de onderwijzer |                                              |                         | Humbeek                     | Kerkstraat 75                              | 50° 58' 16" NB, 4° 23' 1" OL  | 76474   | Gemeentehuis van Humbeek, gemeenteschool en woning voor de onderwijzer |
| Gemeenteschool                                                         |                                              |                         | Humbeek                     | Kerkstraat 77                              | 50° 58' 13" NB, 4° 22' 57" OL | 76475   | Gemeenteschool                                                         |
| Dorpswoning                                                            |                                              |                         | Humbeek                     | Kerkstraat 96                              | 50° 58' 16" NB, 4° 23' 6" OL  | 76476   | Dorpswoning                                                            |
| Vrijstaand burgerhuis                                                  |                                              |                         | Humbeek                     | Kerkstraat 99                              | 50° 58' 18" NB, 4° 23' 5" OL  | 76477   | Vrijstaand burgerhuis                                                  |
| Vrijstaand burgerhuis                                                  |                                              |                         | Humbeek                     | Kerkstraat 100                             | 50° 58' 17" NB, 4° 23' 7" OL  | 76478   | Vrijstaand burgerhuis                                                  |
| Vrijstaande burgerwoning                                               |                                              |                         | Humbeek                     | Kerkstraat 113                             | 50° 58' 20" NB, 4° 23' 6" OL  | 76479   | Vrijstaande burgerwoning                                               |
| Herenhuis Villa De Donder                                              |                                              |                         | Humbeek                     | Kerkstraat 121                             | 50° 58' 22" NB, 4° 23' 7" OL  | 76480   | Herenhuis Villa De Donder                                              |
| Vrijstaand burgerhuis                                                  |                                              |                         | Humbeek                     | Kerkstraat 127                             | 50° 58' 23" NB, 4° 23' 8" OL  | 76481   | Vrijstaand burgerhuis                                                  |
| Vrijstaand burgerhuis                                                  |                                              |                         | Humbeek                     | Kerkstraat 133                             | 50° 58' 25" NB, 4° 23' 9" OL  | 76482   | Vrijstaand burgerhuis                                                  |
| Dorpswoning                                                            |                                              |                         | Humbeek                     | Kerkstraat 147                             | 50° 58' 27" NB, 4° 23' 10" OL | 76483   | Dorpswoning                                                            |
| Herenhuis                                                              |                                              |                         | Humbeek                     | Kerkstraat 242-244                         | 50° 58' 39" NB, 4° 23' 23" OL | 76485   | Herenhuis                                                              |
| Eclectisch burgerhuis                                                  |                                              |                         | Humbeek                     | Kerkstraat 243                             | 50° 58' 39" NB, 4° 23' 20" OL | 76486   | Eclectisch burgerhuis                                                  |
| Gekoppelde dorpswoningen                                               |                                              |                         | Humbeek                     | Kerkstraat 255                             | 50° 58' 40" NB, 4° 23' 21" OL | 76488   | Gekoppelde dorpswoningen                                               |
| Arbeiderswoning                                                        |                                              |                         | Humbeek                     | Kerkstraat 258                             | 50° 58' 40" NB, 4° 23' 23" OL | 76489   | Arbeiderswoning                                                        |
| Landhuis De Robijn of Steenenhuis                                      | vastgesteld bouwkundig erfgoed               |                         | Humbeek                     | Kruisstraat 5                              | 50° 57' 54" NB, 4° 22' 35" OL | 76490   | Landhuis De Robijn of Steenenhuis                                      |
| Kasteel ter Wilder                                                     | vastgesteld bouwkundig erfgoed               |                         | Humbeek                     | Kruisstraat 20-22                          | 50° 57' 55" NB, 4° 22' 26" OL | 76491   | Kasteel ter Wilder                                                     |
| Eclectisch burgerhuis                                                  | vastgesteld bouwkundig erfgoed               |                         | Humbeek                     | Kruisstraat 59                             | 50° 57' 48" NB, 4° 22' 20" OL | 76492   | Eclectisch burgerhuis                                                  |
| Onze-Lieve-Vrouwkapel                                                  | vastgesteld bouwkundig erfgoed               |                         | Humbeek                     | Kruisstraat                                | 50° 57' 49" NB, 4° 22' 15" OL | 76493   | Onze-Lieve-Vrouwkapel                                                  |
| Langgestreke hoeve                                                     | vastgesteld bouwkundig erfgoed               |                         | Humbeek                     | Kruisstraat 79                             | 50° 57' 46" NB, 4° 22' 15" OL | 76494   | Langgestreke hoeve                                                     |
| Dorpswoning                                                            | vastgesteld bouwkundig erfgoed               |                         | Humbeek                     | Kruisstraat 106                            | 50° 57' 45" NB, 4° 22' 5" OL  | 76496   | Dorpswoning                                                            |
| Sint-Rumolduszaal                                                      |                                              |                         | Humbeek                     | Meiskensbeekstraat 1                       | 50° 58' 8" NB, 4° 22' 47" OL  | 76497   | Sint-Rumolduszaal                                                      |
| Langgestrekte hoeve                                                    |                                              |                         | Humbeek                     | Molenstraat 179                            | 50° 58' 2" NB, 4° 22' 4" OL   | 76498   | Langgestrekte hoeve                                                    |
| Molenaarshuis                                                          |                                              |                         | Humbeek                     | Molenstraat 50 Oudemolenweg 3              | 50° 57' 31" NB, 4° 22' 17" OL | 76499   | Molenaarshuis                                                          |
| Steeneikkapel                                                          |                                              |                         | Humbeek                     | Steeneikstraat                             | 50° 57' 38" NB, 4° 22' 44" OL | 76500   | Steeneikkapel                                                          |
| Het Kasteel de Eiken en aanhorigheden                                  |                                              |                         | Humbeek                     | Voordestraat 50-54                         | 50° 58' 36" NB, 4° 21' 55" OL | 76501   | Het Kasteel de Eiken en aanhorigheden                                  |
| Burgerwoning en fabrieksgebouw                                         |                                              |                         | Humbeek                     | Warandestraat 29                           | 50° 58' 32" NB, 4° 23' 12" OL | 76502   | Burgerwoning en fabrieksgebouw                                         |
| Grovenshoef                                                            |                                              |                         | Humbeek                     | Warandestraat 45                           | 50° 58' 32" NB, 4° 23' 6" OL  | 76503   | Grovenshoef                                                            |
| Villa Rega                                                             |                                              |                         | Humbeek                     | Warandestraat 46                           | 50° 58' 34" NB, 4° 23' 6" OL  | 76504   | Villa Rega                                                             |
| Landbouwbedrijf                                                        |                                              |                         | Humbeek                     | Zijpstraat 72                              | 50° 57' 52" NB, 4° 21' 45" OL | 76507   | Landbouwbedrijf                                                        |
| Raadhuis en gerechtshof Gravenhuis                                     |                                              |                         | Humbeek                     | Mechelstraat 2                             | 50° 58' 46" NB, 4° 23' 25" OL | 76508   | Raadhuis en gerechtshof Gravenhuis                                     |
| Kapel Onze-Lieve-Vrouw-van Scherpenheuvel                              |                                              |                         | Humbeek                     | Mechelstraat                               | 50° 58' 56" NB, 4° 23' 31" OL | 76510   | Kapel Onze-Lieve-Vrouw-van Scherpenheuvel                              |
| Burgerhuis                                                             |                                              |                         | Humbeek                     | Westvaartdijk 315                          | 50° 58' 38" NB, 4° 23' 25" OL | 76511   | Burgerhuis                                                             |
| Burgerhuis                                                             |                                              |                         | Humbeek                     | Westvaartdijk 318                          | 50° 58' 40" NB, 4° 23' 24" OL | 76512   | Burgerhuis                                                             |
| Villa Vrijheidsmin                                                     |                                              |                         | Humbeek                     | Westvaartdijk 328                          | 50° 58' 44" NB, 4° 23' 20" OL | 76513   | Villa Vrijheidsmin                                                     |
| Brouwerswoning                                                         |                                              |                         | Humbeek                     | Westvaartdijk 333, 334                     | 50° 58' 45" NB, 4° 23' 20" OL | 76514   | Brouwerswoning                                                         |
| Dorpswoning                                                            |                                              |                         | Humbeek                     | Westvaartdijk 338                          | 50° 58' 46" NB, 4° 23' 19" OL | 76515   | Dorpswoning                                                            |
| Lourdesgrot en kruisweg                                                |                                              |                         | Humbeek                     | Westvaartdijk                              | 50° 58' 49" NB, 4° 23' 14" OL | 76516   | Lourdesgrot en kruisweg                                                |
| Landbouwbedrijf                                                        |                                              |                         | Humbeek                     | Steeneikstraat 37                          | 50° 57' 50" NB, 4° 22' 42" OL | 77719   | Landbouwbedrijf                                                        |
| Kapelletje Onze-Lieve-Vrouw van Smarten                                |                                              |                         | Grimbergen (Borgt)          | Jean Deschampsstraat                       |                               | 206811  | Kapelletje Onze-Lieve-Vrouw van Smarten                                |

#### Verminkt erfgoed
| Object                   | Erfgoedstatus?                                | Bouwjaar of architect | Deelgemeente       | Adres                      | Coördinaten                   | Nummer? | Afbeelding               |
| ------------------------ | --------------------------------------------- | --------------------- | ------------------ | -------------------------- | ----------------------------- | ------- | ------------------------ |
| Huis Het Sweert          | onherkenbaar verbouwd                         |                       | Grimbergen         | Abdijstraat 7              |                               | 39224   | Upload foto              |
| Huis gedateerd Anno 1736 | onherkenbaar verbouwd                         |                       | Grimbergen         | Abdijstraat 9              |                               | 39225   | Upload foto              |
| Gebouw                   | onherkenbaar verbouwd                         |                       | Grimbergen         | Abdijstraat 19             |                               | 39228   | Upload foto              |
| Dorpscafé                | onherkenbaar verbouwd                         |                       | Grimbergen         | Lagesteenweg 9             |                               | 39251   | Dorpscafé                |
| Dorpsvilla               | onherkenbaar verbouwd                         |                       | Humbeek            | Benedestraat 136           |                               | 39288   | Dorpsvilla               |
| Langgestrekte hoeve      | sterk verbouwd, erfgoedwaarde verloren gegaan |                       | Grimbergen         | Heidebaan 8                | 50° 57' 1" NB, 4° 23' 54" OL  | 75189   | Langgestrekte hoeve      |
| Landhuis Sint-Servaashof | park deels vernietigd                         |                       | Grimbergen         | Vilvoordsesteenweg 34-36   | 50° 55' 55" NB, 4° 22' 27" OL | 75273   | Landhuis Sint-Servaashof |
| Dorpswoning              | sterk verbouwd                                |                       | Grimbergen (Borgt) | Leopold Luypaertstraat 110 | 50° 55' 38" NB, 4° 24' 38" OL | 75298   | Dorpswoning              |

#### Bedreigd erfgoed
| Object                                                              | Erfgoedstatus?   | Bouwjaar of architect | Deelgemeente                | Adres                | Coördinaten                   | Nummer? | Afbeelding                                                          |
| ------------------------------------------------------------------- | ---------------- | --------------------- | --------------------------- | -------------------- | ----------------------------- | ------- | ------------------------------------------------------------------- |
| Gemeentehuis van Grimbergen met onderwijzerswoning en jongensschool | bedreigd         | 1905 Henri Jacobs     | Grimbergen                  | Prinsenstraat 3-5    | 50° 55' 54" NB, 4° 22' 22" OL | 75251   | Gemeentehuis van Grimbergen met onderwijzerswoning en jongensschool |
| Eenvoudige boerenarbeiderswoning                                    | ernstig bedreigd | tussen 1919 en 1930   | Grimbergen                  | Van Akenstraat 30    | 50° 56' 7" NB, 4° 21' 36" OL  | 75269   | Eenvoudige boerenarbeiderswoning                                    |
| Societé Royale Reunion Nautique de Vilvorde                         | ernstig bedreigd | 1910                  | Grimbergen (Borgt)          | Westvaartdijk 57     | 50° 55' 42" NB, 4° 24' 46" OL | 75300   | Societé Royale Reunion Nautique de Vilvorde                         |
| Gemeentehuis van Beigem, onderwijzerswoning en school               | bedreigd         |                       | Beigem                      | Beigemsesteenweg 373 | 50° 57' 25" NB, 4° 21' 51" OL | 75306   | Gemeentehuis van Beigem, onderwijzerswoning en school               |
| Gesloten hoeve Hof ten Berge of Duifhuis                            | ernstig bedreigd |                       | Beigem                      | Molenstraat 5-7      | 50° 57' 25" NB, 4° 21' 56" OL | 75318   | Gesloten hoeve Hof ten Berge of Duifhuis                            |
| Watermolen Sprietmolen                                              | bedreigd         |                       | Strombeek-Bever             | Rotterik 11          | 50° 55' 13" NB, 4° 20' 21" OL | 75358   | Watermolen Sprietmolen                                              |
| Klooster In het Hofken van Olijven met meisjesschool en grafkapel   | ernstig bedreigd |                       | Grimbergen (Verbrande Brug) | Heienbeekstraat 26   | 50° 56' 52" NB, 4° 24' 42" OL | 75361   | Klooster In het Hofken van Olijven met meisjesschool en grafkapel   |

#### Verdwenen of vernietigd erfgoed
| Object                                       | Erfgoedstatus?     | Bouwjaar of architect | Deelgemeente                | Adres                               | Coördinaten                   | Nummer? | Afbeelding                                   |
| -------------------------------------------- | ------------------ | --------------------- | --------------------------- | ----------------------------------- | ----------------------------- | ------- | -------------------------------------------- |
| Herberg In den Hert                          | vernietigd         |                       | Grimbergen                  | Brusselsesteenweg 37                | 50° 56' 4" NB, 4° 21' 51" OL  | 39231   | Herberg In den Hert                          |
| Drie rijhuizen                               | vernietigd         |                       | Grimbergen                  | Hogesteenweg 1-5                    | 50° 55' 59" NB, 4° 22' 17" OL | 39232   | Drie rijhuizen                               |
| Dorpswoning                                  | vernietigd         |                       | Grimbergen                  | Kerkplein 2                         |                               | 39240   | Dorpswoning                                  |
| Hoeve                                        | vernietigd         |                       | Humbeek                     | Benedestraat 28                     |                               | 39287   | Hoeve                                        |
| Hoevetjes                                    | vernietigd         |                       | Strombeek-Bever             | Hazenstraat 12, 18, 22              |                               | 39314   | Upload foto                                  |
| PB Gelatins met bewaarde turbinehal van 1919 | vernietigd         |                       | Grimbergen                  | Marius Duchéstraat                  |                               | 70473   | PB Gelatins met bewaarde turbinehal van 1919 |
| Landhuis met duiventoren                     | vernietigd         |                       | Grimbergen                  | Ruwaal 18                           |                               | 75166   | Landhuis met duiventoren                     |
| Langgestrekt hoevetje                        | vernietigd         |                       | Grimbergen                  | Hoge Beekkant 31                    |                               | 75192   | Langgestrekt hoevetje                        |
| Langgestrekte hoeve                          | vernietigd         |                       | Grimbergen                  | Hoge Beekkant 35                    | 50° 55' 60" NB, 4° 21' 36" OL | 75193   | Langgestrekte hoeve                          |
| Hoekpand Blijenkeer                          | vernietigd         |                       | Grimbergen                  | Hogesteenweg 40-42                  | 50° 56' 0" NB, 4° 22' 23" OL  | 75200   | Hoekpand Blijenkeer                          |
| Huis Rust en Lust                            | vernietigd in 2017 |                       | Grimbergen                  | Wolvertemsesteenweg 310             | 50° 56' 22" NB, 4° 21' 6" OL  | 75284   | Huis Rust en Lust                            |
| Arbeiderswoningen                            | vernietigd         |                       | Grimbergen (Borgt)          | Frans en Jozef Belstraat 21, 25, 29 | 50° 55' 41" NB, 4° 24' 38" OL | 75289   | Arbeiderswoningen                            |
| Gemeentelijke lagere en kleuterschool        | vernietigd         |                       | Beigem                      | Gemeentehuisstraat 1                | 50° 57' 24" NB, 4° 21' 50" OL | 75313   | Gemeentelijke lagere en kleuterschool        |
| IJsfabriek Soens                             | vernietigd         |                       | Strombeek-Bever             | Hendrik Drapsstraat 31-35           |                               | 75329   | IJsfabriek Soens                             |
| Halfvrijstaand boerenhuis                    | vernietigd         |                       | Strombeek-Bever             | Kasteelstraat 78                    | 50° 54' 22" NB, 4° 21' 29" OL | 75333   | Halfvrijstaand boerenhuis                    |
| Neoclassicistisch herenhuis                  | vernietigd in 2021 | 1906                  | Strombeek-Bever             | Oude Mechelsestraat 6               | 50° 54' 35" NB, 4° 20' 46" OL | 75336   | Neoclassicistisch herenhuis                  |
| Rest van het Lierkasteel                     | vernietigd na 2001 |                       | Grimbergen (Verbrande Brug) | Vaartstraat 15-17                   |                               | 75365   | Rest van het Lierkasteel                     |
| Industrieel complex                          | vernietigd         |                       | Grimbergen (Verbrande Brug) | Verbrande Brugsesteenweg 52         | 50° 56' 36" NB, 4° 24' 28" OL | 75367   | Industrieel complex                          |
| Langgestrekte hoeve                          | vernietigd         |                       | Humbeek                     | Benedestraat 222                    | 50° 57' 53" NB, 4° 23' 35" OL | 76458   | Langgestrekte hoeve                          |
| Villa in cottagestijl                        | vernietigd         |                       | Humbeek                     | Kerkstraat 20                       | 50° 58' 5" NB, 4° 22' 53" OL  | 76469   | Villa in cottagestijl                        |
| Boerenarbeidershuis                          | vernietigd         |                       | Humbeek                     | Mechelstraat 10                     | 50° 58' 46" NB, 4° 23' 26" OL | 76509   | Boerenarbeidershuis                          |

## Landschappelijk erfgoed

### Landschappelijke gehelen

#### Beschermd erfgoed
| Object                                                                   | Erfgoedstatus? | Bouwjaar of architect | Deelgemeente | Adres | Coördinaten | Nummer? | Afbeelding                                                               |
| ------------------------------------------------------------------------ | -------------- | --------------------- | ------------ | ----- | ----------- | ------- | ------------------------------------------------------------------------ |
| Maalbeekvallei en gevarieerde cultuurlandschap ten oosten van Grimbergen | vastgesteld    |                       |              |       |             | 135074  | Maalbeekvallei en gevarieerde cultuurlandschap ten oosten van Grimbergen |
| Maalbeekvallei ten westen van Grimbergen                                 | vastgesteld    |                       |              |       |             | 307359  | Maalbeekvallei ten westen van Grimbergen                                 |

#### Vastgesteld erfgoed
| Object                            | Erfgoedstatus? | Bouwjaar of architect | Deelgemeente | Adres | Coördinaten | Nummer? | Afbeelding                        |
| --------------------------------- | -------------- | --------------------- | ------------ | ----- | ----------- | ------- | --------------------------------- |
| Gravenkasteel Humbeek en omgeving | vastgesteld    |                       |              |       |             | 135073  | Gravenkasteel Humbeek en omgeving |

### Landschappelijke elementen

#### Beschermd erfgoed
| Object                                                             | Erfgoedstatus?              | Bouwjaar of architect | Deelgemeente | Adres                                                             | Coördinaten | Nummer? | Afbeelding                                                         |
| ------------------------------------------------------------------ | --------------------------- | --------------------- | ------------ | ----------------------------------------------------------------- | ----------- | ------- | ------------------------------------------------------------------ |
| Kasteeldomein d'Overschie                                          | beschermd onroerend erfgoed |                       | Grimbergen   | Vorststraat 18                                                    |             | 75179   | Kasteeldomein d'Overschie                                          |
| Libanonceder in het Domein van het Gravenkasteel                   | beschermd onroerend erfgoed |                       | Humbeek      | Warandestraat 100                                                 |             | 131495  | Libanonceder in het Domein van het Gravenkasteel                   |
| Atlasceder in het Domein van het Gravenkasteel                     | beschermd onroerend erfgoed |                       | Humbeek      | Warandestraat 100                                                 |             | 131496  | Atlasceder in het Domein van het Gravenkasteel                     |
| Schermboom bij bakoven aan Tommenmolen                             | beschermd onroerend erfgoed |                       | Grimbergen   | Tommenmolenstraat 18                                              |             | 133064  | Schermboom bij bakoven aan Tommenmolen                             |
| Houtkanten van zwarte els                                          | beschermd onroerend erfgoed |                       | Grimbergen   | Sint-Hubertusstraat                                               |             | 133065  | Houtkanten van zwarte els                                          |
| Knotwilgenrij                                                      | beschermd onroerend erfgoed |                       | Grimbergen   | Tommenmolenstraat                                                 |             | 133066  | Knotwilgenrij                                                      |
| Knotwilgenrij langs weide                                          | beschermd onroerend erfgoed |                       | Grimbergen   | Diegemput, Oyenbrugstraat                                         |             | 133068  | Knotwilgenrij langs weide                                          |
| Knotes bij Oyenbrugmolen                                           | beschermd onroerend erfgoed |                       | Grimbergen   | Oyenbrugstraat 140                                                |             | 133069  | Knotes bij Oyenbrugmolen                                           |
| Knotwilgenrij                                                      | beschermd onroerend erfgoed |                       | Grimbergen   | Poddegemstraat                                                    |             | 133071  | Knotwilgenrij                                                      |
| Knotwilg bij Oyenbrugmolen                                         | beschermd onroerend erfgoed |                       | Grimbergen   | Oyenbrugstraat 140                                                |             | 133073  | Knotwilg bij Oyenbrugmolen                                         |
| Opgaande wintereiken in het Prinsenbos                             | beschermd onroerend erfgoed |                       | Grimbergen   | Guldendal                                                         |             | 133128  | Opgaande wintereiken in het Prinsenbos                             |
| Twee opgaande wintereiken in het Prinsenbos                        | beschermd onroerend erfgoed |                       | Grimbergen   | Guldendal                                                         |             | 133129  | Twee opgaande wintereiken in het Prinsenbos                        |
| Hoogstamboomgaard bij Charleroyhoeve                               | beschermd onroerend erfgoed |                       | Grimbergen   | Lierbaan                                                          |             | 133130  | Hoogstamboomgaard bij Charleroyhoeve                               |
| Gelegde meidoornhaag                                               | beschermd onroerend erfgoed |                       | Grimbergen   | Lierbaan                                                          |             | 133131  | Gelegde meidoornhaag                                               |
| Knotwilgenrij bij hooilanden                                       | beschermd onroerend erfgoed |                       | Grimbergen   | Lierbaan                                                          |             | 133132  | Knotwilgenrij bij hooilanden                                       |
| Linde als kruispuntboom bij Liermolen                              | beschermd onroerend erfgoed |                       | Grimbergen   | Kloosterdam, Vorststraat                                          |             | 133134  | Linde als kruispuntboom bij Liermolen                              |
| Gekandelaarde linde in tuin Norbertijnerabdij                      | beschermd onroerend erfgoed |                       | Grimbergen   | Abdijstraat 20                                                    |             | 133135  | Gekandelaarde linde in tuin Norbertijnerabdij                      |
| Paardenkastanjedreef                                               | beschermd onroerend erfgoed |                       | Grimbergen   | Vorststraat                                                       |             | 133137  | Paardenkastanjedreef                                               |
| Schaduwhazelaar bij Liermolen                                      | beschermd onroerend erfgoed |                       | Grimbergen   | Vorststraat 8                                                     |             | 133138  | Schaduwhazelaar bij Liermolen                                      |
| Beekbegeleidend houtkant langs Maalbeek                            | beschermd onroerend erfgoed |                       | Grimbergen   | Kloosterdam                                                       |             | 133139  | Beekbegeleidend houtkant langs Maalbeek                            |
| Knotbomenrij langs oever Maalbeek                                  | beschermd onroerend erfgoed |                       | Grimbergen   | Beekweg, Beiaardlaan, Borrestraat, Kloosterdam, Tommenmolenstraat |             | 133148  | Knotbomenrij langs oever Maalbeek                                  |
| Hakhout van hazelaar langs Maalbeek                                | beschermd onroerend erfgoed |                       | Grimbergen   | Kloosterdam                                                       |             | 133150  | Hakhout van hazelaar langs Maalbeek                                |
| Schietwilg in weiland                                              | beschermd onroerend erfgoed |                       | Grimbergen   | Kloosterdam                                                       |             | 133158  | Schietwilg in weiland                                              |
| Knotlindendreef d'Yveshoeve                                        | beschermd onroerend erfgoed |                       | Grimbergen   | Beiaardlaan 31                                                    |             | 133154  | Knotlindendreef d'Yveshoeve                                        |
| Hoogstamboomgaard met okkernoten en meidoornhaag                   | beschermd onroerend erfgoed |                       | Grimbergen   | Borrestraat, Vorststraat                                          |             | 133165  | Hoogstamboomgaard met okkernoten en meidoornhaag                   |
| Knotboom van zwarte populier                                       | beschermd onroerend erfgoed |                       | Grimbergen   | Borrestraat                                                       |             | 133166  | Knotboom van zwarte populier                                       |
| Hoge knotboom van zwarte populier                                  | beschermd onroerend erfgoed |                       | Grimbergen   | Borrestraat                                                       |             | 133167  | Hoge knotboom van zwarte populier                                  |
| Knotpopulier                                                       | beschermd onroerend erfgoed |                       | Grimbergen   | Rijkenhoekstraat                                                  |             | 133168  | Knotpopulier                                                       |
| Hakhout van hazelaar                                               | beschermd onroerend erfgoed |                       | Grimbergen   | Rijkenhoekstraat                                                  |             | 133169  | Hakhout van hazelaar                                               |
| Opgaande populier                                                  | beschermd onroerend erfgoed |                       | Grimbergen   | Rijkenhoekstraat, Tommenmolenstraat                               |             | 133170  | Opgaande populier                                                  |
| Hakhoutstoof van schietwilg                                        | beschermd onroerend erfgoed |                       | Grimbergen   | Sint-Hubertusstraat, Tommenmolenstraat                            |             | 133171  | Hakhoutstoof van schietwilg                                        |
| Hakhoutstoof van gewone es                                         | beschermd onroerend erfgoed |                       | Grimbergen   | Sint-Hubertusstraat, Tommenmolenstraat                            |             | 133172  | Hakhoutstoof van gewone es                                         |
| Hakhoutstoof van zwarte els                                        | beschermd onroerend erfgoed |                       | Grimbergen   | Sint-Hubertusstraat, Tommenmolenstraat                            |             | 133173  | Hakhoutstoof van zwarte els                                        |
| Knotbomenrij langs oever Maalbeek                                  | beschermd onroerend erfgoed |                       | Grimbergen   | Tommenmolenstraat                                                 |             | 133174  | Knotbomenrij langs oever Maalbeek                                  |
| Schaduwhakhout bij Tommenmolen                                     | beschermd onroerend erfgoed |                       | Grimbergen   | Tommenmolenstraat 18                                              |             | 133176  | Schaduwhakhout bij Tommenmolen                                     |
| Tuin van de norbertijnenabdij Onze-Lieve-Vrouw Onbevlekt Ontvangen | beschermd onroerend erfgoed |                       | Grimbergen   | Kerkplein 1                                                       |             | 134039  | Tuin van de norbertijnenabdij Onze-Lieve-Vrouw Onbevlekt Ontvangen |
| Gemeentelijk park bij de ruïne van het Prinsenkasteel              | beschermd onroerend erfgoed |                       | Grimbergen   | Guldendal                                                         |             | 134040  | Gemeentelijk park bij de ruïne van het Prinsenkasteel              |

#### Vastgesteld erfgoed
| Object                                                 | Erfgoedstatus?                | Bouwjaar of architect | Deelgemeente | Adres                                                          | Coördinaten | Nummer? | Afbeelding                                        |
| ------------------------------------------------------ | ----------------------------- | --------------------- | ------------ | -------------------------------------------------------------- | ----------- | ------- | ------------------------------------------------- |
| Kasteeldomein d'Overschie                              | vastgesteld onroerend erfgoed |                       | Grimbergen   | Vorststraat 18                                                 |             | 75179   | Upload foto                                       |
| Mariapark met kruisweg, lourdesgrot en calvarie        | vastgesteld onroerend erfgoed |                       | Humbeek      | Westvaartdijk                                                  |             | 76516   | Mariapark met kruisweg, lourdesgrot en calvarie   |
| Canadapopulier bij Kasteel van Bever                   | vastgesteld onroerend erfgoed |                       | Grimbergen   | Boechoutlaan 221                                               |             | 131515  | Canadapopulier bij Kasteel van Bever              |
| Opgaande zilverlinde                                   | vastgesteld onroerend erfgoed |                       | Grimbergen   | Spaanse Lindebaan 151                                          |             | 133039  | Opgaande zilverlinde                              |
| Jonge knotwilgenrij                                    | vastgesteld onroerend erfgoed |                       | Grimbergen   | Tommenmolenstraat                                              |             | 133067  | Upload foto                                       |
| Oude knotwilgen                                        | vastgesteld onroerend erfgoed |                       | Grimbergen   | Poddegemstraat                                                 |             | 133070  | Upload foto                                       |
| Knotwilgenrij                                          | vastgesteld onroerend erfgoed |                       | Grimbergen   | Poddegemstraat                                                 |             | 133072  | Upload foto                                       |
| Knotwilgenrij                                          | vastgesteld onroerend erfgoed |                       | Grimbergen   | Gasthuispachthofstraat, Heidebaan                              |             | 133074  | Knotwilgenrij                                     |
| Knotwilgenrij                                          | vastgesteld onroerend erfgoed |                       | Grimbergen   | Gasthuispachthofstraat                                         |             | 133075  | Upload foto                                       |
| Opgaande plataan                                       | vastgesteld onroerend erfgoed |                       | Grimbergen   | Wielewaallaan 7, 13                                            |             | 133076  | Upload foto                                       |
| Treures op begraafplaats van Grimbergen                | vastgesteld onroerend erfgoed |                       | Grimbergen   | Veldkantstraat                                                 |             | 133077  | Upload foto                                       |
| Treurwilgen op begraafplaats Grimbergen                | vastgesteld onroerend erfgoed |                       | Grimbergen   | Veldkantstraat                                                 |             | 133078  | Upload foto {                                     |
| Schaduwlinde op kruispunt                              | vastgesteld onroerend erfgoed |                       | Grimbergen   | Poddegemstraat, Veldkantstraat                                 |             | 133111  | Upload foto                                       |
| Knotbomenrij van els en wilg                           | vastgesteld onroerend erfgoed |                       | Grimbergen   | Benedestraat                                                   |             | 133123  | Knotbomenrij van els en wilg                      |
| Drie opgaande populieren                               | vastgesteld onroerend erfgoed |                       | Grimbergen   | Benedestraat                                                   |             | 133124  | Drie opgaande populieren                          |
| Knotwilgenrij langs Lintbeek                           | vastgesteld onroerend erfgoed |                       | Grimbergen   | Benedestraat                                                   |             | 133125  | Knotwilgenrij langs Lintbeek                      |
| Dubbele beukendreef bij het Prinsenkasteel             | vastgesteld onroerend erfgoed |                       | Grimbergen   | Prinsenstraat                                                  |             | 133127  | Upload foto                                       |
| Schaduwhazelaar bij Liermolen                          | vastgesteld onroerend erfgoed |                       | Grimbergen   | Vorstraat 8                                                    |             | 133138  | Upload foto                                       |
| Twee welkomsteiken bij Villa Eikenblok                 | vastgesteld onroerend erfgoed |                       | Grimbergen   | Wolvertemsesteenweg 74                                         |             | 133152  | Upload foto                                       |
| Knotlindendreef d'Yveshoeve                            | vastgesteld onroerend erfgoed |                       | Grimbergen   | Beiaardlaan 31                                                 |             | 133154  | Upload foto                                       |
| Opgaande bomenrij van zomereiken                       | vastgesteld onroerend erfgoed |                       | Grimbergen   | Borrestraat                                                    |             | 133163  | Opgaande bomenrij van zomereiken                  |
| Hoge knotlinde                                         | vastgesteld onroerend erfgoed |                       | Grimbergen   | Borrestraat                                                    |             | 133164  | Hoge knotlinde                                    |
| Hakhoutstoof van gewone es                             | vastgesteld onroerend erfgoed |                       | Grimbergen   | Sint-Hubertusstraat, Tommenmolenstraat                         |             | 133172  | Upload foto                                       |
| Hakhoutstoof van zwarte els                            | vastgesteld onroerend erfgoed |                       | Grimbergen   | Sint-Hubertusstraat, Tommenmolenstraat                         |             | 133173  | Upload foto                                       |
| Drie witte kastanjes als kapelbomen                    | vastgesteld onroerend erfgoed |                       | Grimbergen   | Driekastanjelaarsstraat                                        |             | 133185  | Drie witte kastanjes als kapelbomen               |
| Knotbomenrij langs kerkwegel                           | vastgesteld onroerend erfgoed |                       | Grimbergen   | Grote Kerkvoetweg                                              |             | 133227  | Upload foto                                       |
| Restanten van het park Ten Doorn                       | vastgesteld onroerend erfgoed |                       | Grimbergen   | Beigemsesteenweg                                               |             | 134037  | Restanten van het park Ten Doorn                  |
| Tuin van de norbertijnenabdij                          | vastgesteld onroerend erfgoed |                       | Grimbergen   | Kerkplein 1                                                    |             | 134039  | Upload foto                                       |
| Gemeentelijk park bij de ruiïne van het Prinsenkasteel | vastgesteld onroerend erfgoed |                       | Grimbergen   | Guldendal 20-22, zonder nummer                                 |             | 133040  | Upload foto                                       |
| Restant van het domein van Borcht                      | vastgesteld onroerend erfgoed |                       | Grimbergen   | Fazantenstraat, Humbeeksesteenweg, Reigerstraat, Wielewaallaan |             | 134043  | Restant van het domein van Borcht                 |
| Tuin van het Kasteel Groeneveld                        | vastgesteld onroerend erfgoed |                       | Grimbergen   | Oostvaartdijk 168-174                                          |             | 134044  | Tuin van het Kasteel Groeneveld                   |
| Domein van de psychiatrisceh kliniek Sint-Alexius      | vastgesteld onroerend erfgoed |                       | Grimbergen   | Grimbergsesteenweg 40                                          |             | 134045  | Domein van de psychiatrisceh kliniek Sint-Alexius |
| Tuin van de villa Goossens                             | vastgesteld onroerend erfgoed |                       | Grimbergen   | Lagesteenweg 75                                                |             | 134046  | Upload foto                                       |
| Domein van het Gravenkasteel                           | vastgesteld onroerend erfgoed |                       | Humbeek      | Warandestraat 100-102, 138-140                                 |             | 134047  | Upload foto                                       |
| Park van het Kasteel de Eiken                          | vastgesteld onroerend erfgoed |                       | Grimbergen   | Voordestraat 50-54                                             |             | 134048  | Park van het Kasteel de Eiken                     |
| Park van het Kasteel Ter Wilder                        | vastgesteld onroerend erfgoed |                       | Grimbergen   | Kruisstraat 20-22                                              |             | 134049  | Park van het Kasteel Ter Wilder                   |
| Tuin van de Villa De Donder                            | vastgesteld onroerend erfgoed |                       | Grimbergen   | Kerkstraat 121                                                 |             | 134050  | Tuin van de Villa De Donder                       |
| Park van het Kasteel van Bever                         | vastgesteld onroerend erfgoed |                       | Grimbergen   | Boechoutlaan 221, 221A                                         |             | 134051  | Park van het Kasteel van Bever                    |

#### Verminkt erfgoed
| Object                       | Erfgoedstatus?                | Bouwjaar of architect | Deelgemeente | Adres                    | Coördinaten | Nummer? | Afbeelding  |
| ---------------------------- | ----------------------------- | --------------------- | ------------ | ------------------------ | ----------- | ------- | ----------- |
| Park van het Sint-Servaashof | vastgesteld onroerend erfgoed |                       | Grimbergen   | Vilvoordsesteenweg 34-36 |             | 134041  | Upload foto |

#### Bedreigd erfgoed
| Object                                  | Erfgoedstatus?                | Bouwjaar of architect | Deelgemeente | Adres                    | Coördinaten | Nummer? | Afbeelding                              |
| --------------------------------------- | ----------------------------- | --------------------- | ------------ | ------------------------ | ----------- | ------- | --------------------------------------- |
| Restanten van het park Hof van Bentinck | vastgesteld onroerend erfgoed |                       | Beigem       | Beigemsesteenweg 282-284 |             | 134036  | Restanten van het park Hof van Bentinck |
| Park van Kasteel Ten Berg               | bedreigd onroerend erfgoed    |                       | Beigem       | Beigemsesteenweg 372     |             | 134038  | Park van Kasteel Ten Berg               |

## Varend erfgoed

### Varende elementen

#### Beschermd erfgoed
| Object | Erfgoedstatus?             | Bouwjaar of architect | Deelgemeente | Adres | Coördinaten | Nummer? | Afbeelding |
| ------ | -------------------------- | --------------------- | ------------ | ----- | ----------- | ------- | ---------- |
| Nemrod | vastgesteld varend erfgoed |                       | Grimbergen   |       |             | 99075   | Nemrod     |